# Keandre Cook
Keandre Gary Cook (Baltimore, Maryland, 1 de mayo de 1997) es un jugador de baloncesto estadounidense que pertenece a la plantilla del Club Baloncesto Breogán de la Liga Endesa. Con 1,96 metros de estatura, juega en la posición de escolta.

## Trayectoria deportiva
Cook es un jugador formado en el Edmondson-Westside High School de Baltimore, Maryland, antes de ingresar en 2016 en el Odessa College situado en Odessa (Texas), donde jugó durante dos temporadas, desde 2016 a 2018. En ese mismo año, ingresó en la Universidad Estatal de Misuri, situada en Springfield (Misuri), donde disputó dos temporadas la NCAA con los Missouri State Bears, desde 2018 a 2020.
Tras no ser drafteado en 2020, Cook firmó con los Charlotte Hornets pero finalmente sería asignado a su filial de la NBA G League, el Greensboro Swarm, donde Cook promedió 1,6 puntos y 1,6 rebotes por partido. 
El 25 de junio de 2021, Cook firmó con el SZTE-Szedeák de la A Division húngara.
El 13 de julio de 2022, firma por el ADA Blois Basket 41 de la LNB Pro A. Cook terminó la temporada en Macedonia promediando 11,9 puntos y 3,7 rebotes en 10 partidos con KK MZT Skopje.
En la temporada 2023-24 jugó en las filas del Crailsheim Merlins de la Basketball Bundesliga de Alemania, donde en 33 partidos promedió 14,5 puntos, 4,3 rebotes y 2 asistencias, con un 45,7% en triples.
En la temporada 2024-25, formó parte de Brisbane Bullets de Australia en el que promedió 16,7 puntos, 4 rebotes y 3 asistencias en 28 encuentros y a la finalización de la liga australiana jugó 5 partidos en la liga China con los Guangdong Tigers, en los que promedió 13,2 puntos y 3,4 rebotes.
Acabó la temporada 2024-25, en las filas del Ironi Kiryat Ata B.C. de la Ligat Winner, con el que promedió 19.5 puntos, 5.3 rebotes y 2 asistencias en diez partidos.
En julio de 2025, firma por el Club Baloncesto Breogán de la Liga Endesa.